# Acalymma quinquelineata
Acalymma quinquelineata es una especie de  coleóptero de la familia Chrysomelidae.
Fue descrita en 1813 por Latreille.